# Kotcho Lake
Kotcho Lake är en sjö i Kanada.   Den ligger i provinsen British Columbia, i den centrala delen av landet, 3 400 km väster om huvudstaden Ottawa. Kotcho Lake ligger 621 meter över havet. Arean är 82 kvadratkilometer. Den sträcker sig 13,8 kilometer i nord-sydlig riktning, och 12,3 kilometer i öst-västlig riktning.
Trakten runt Kotcho Lake är nära nog obefolkad, med mindre än två invånare per kvadratkilometer.